# Katmandú, un mirall al cel
Katmandú, un mirall al cel (títol original en castellà: Katmandú, un espejo en el cielo) és una pel·lícula dirigida per Icíar Bollaín l'any 2011, que fou estrenada el febrer de 2012. La pel·lícula s'ha doblat al català.

## Argument
Laia, una jove mestra catalana es trasllada a Katmandú a principi dels anys 1990, com a voluntària en una escola local. Descobreix una pobresa extrema i un panorama educatiu desolador que, a més, exclou els més necessitats. Després de casar-se per legalitzar la seva situació, s'embarca en un ambiciós projecte educatiu als barris de barraques de la ciutat, adonant-se que li cal ajuda per fer-lo realitat. Al mateix temps, de forma inesperada, s'enamora del seu marit. Amb la seva amiga i jove mestra Xarmila, la Laia emprèn un nou projecte que l'allunyarà del seu company, però que l'unirà per sempre a Xarmila i a la petita Kuxila en un viatge personal que l'endinsarà cap a la societat nepalesa i també, cap al fons de si mateixa.
Història basada en la història real de Victòria Subirana (1959), una catalana que va descobrir que la seva feina era molt més útil en un país sense alfabetitzar.

## Repartiment
- Verónica Echegui
- Sumyata Battarai
- Norbu Tsering Gurung

## Premis i nominacions

### Premis
- 2012. Gaudí a la millor interpretació femenina principal per Verónica Echegui

### Nominacions
- 2012. Gaudí a la millor fotografia per Antonio Riestra
- 2012. Gaudí a la millor pel·lícula en llengua no catalana
- 2012. Gaudí a la millor direcció de producció per Carlos González de Jesús
- 2012. Goya a la millor actriu per Verónica Echegui
- 2012. Goya al millor guió adaptat per Icíar Bollaín

## Crítica
- «Tinc l'horrorosa sensació d'endevinar el que diran i faran els personatges, em fan envermellir els inútils flashbacks descrivint el passat de la protagonista, tot em resulta previsible o pesat.»[2]
- «Echegui imprimeix força al seu personatge i la pel·lícula llança un missatge poderós i pertinent (...) però la mirada d'Icíar Bollaín acaba delatant símptomes del jetlag de la consciència del turista de l'ideal en un món globalitzat.»[3]
- «El nostre repte era retratar el Katmandú de fa vint anys, que és quan va arribar Vicki Subirana, la mestra i autora catalana del llibre Una maestra en Katmandú en el qual s'inspira la pel·lícula. Ho vam aconseguir rodant als carrers de Bakhtapur, la ciutat que ha conservat més bé l'esplendor d'"abans".»[4]